# Ступницький Василь Петрович
Васи́ль Ступни́цький  (1879–1945?) — етнограф, диригент і композитор родом з Харківщини; закінчив Харківський університет, музичну освіту здобув у Києві й Москві. Диригент кафедрального хору і керівник музичної школи в Чернігові; у 1920-их диригент капели «ДУХ», організатор пересувних концертів і вчитель музики студії Інституту народної освіти у Харкові. Записав збірку «Пісні Слобідської України» (1929); Ступницький автор ориґінальних обробок українських народних пісень (серед інших цикл «Слобожанські пісні») та церковних творів.